# Preporod (Bosna a Hercegovina)

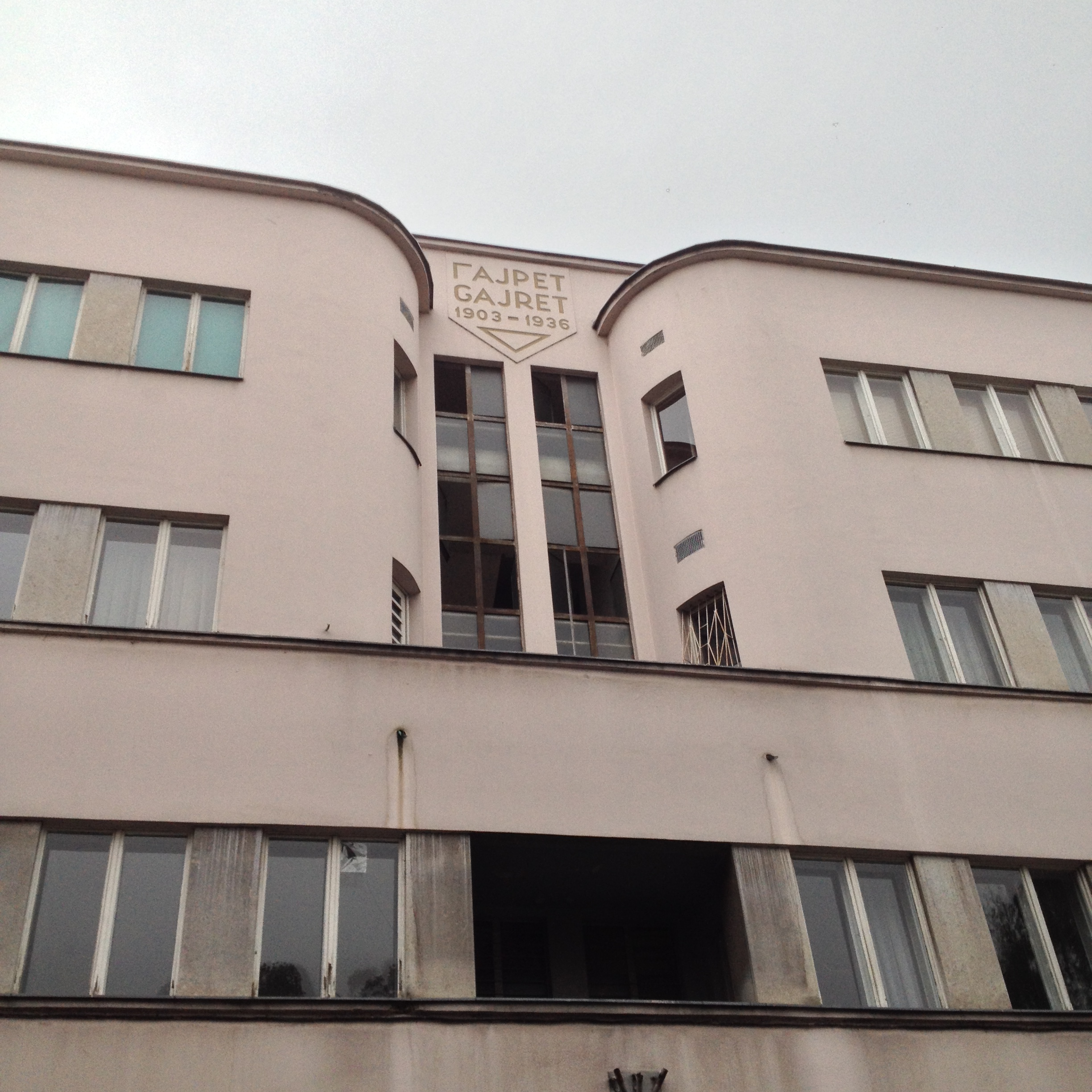
Gajretův dům v Sarajevu (2015), stávající sídlo Preporodu

Preporod (v bosenštině Obrození) je bosňácký kulturní spolek v Bosně a Hercegovině. Založen byl roku 1945, kdy došlo na politickou objednávku ke sloučení dvou stávajících podpůrných sdružení Gajret (Úsilí) a Narodna uzdanica (Lidová opora). Preporod byl následně komunistickým režimem roku 1949 rozpuštěn a jeho majetek převeden na Svaz kulturně vzdělávacích spolků a posléze roku 1958 znárodněn. Svou činnost sdružení obnovilo až roku 1990, od roku 1995 s názvem Kulturno društvo Bošnjaka „Preporod“ (Kulturní spolek Bošňáků Obrození) a o dvě léta později jako Bošnjačka zajednica kulture „Preporod“ (Bosňácké společenství kultury Obrození).
Do majetku spolku pařil tzv. Gajretův dům (otevřen 1936) a internát (otevřen 1940, dnes Pedagogická fakulta Univerzity v Sarajevu), oba v Sarajevu, a Gajretův dům v Bělehradě (otevřen 1932). Z pozůstalosti po sdružení Narodna uzdanica zůstal konvikt v Sarajevu a řada objektů po celé Bosně a Hercegovině. Drtivá většina tohoto majetku dosud nebyla spolku navrácena.
V rámci spolku působí výzkumně zaměřený Ústav pro bosňácká studia (Institut za bošnjačke studije), který je vybaven bohatou knihovnou. Preporod vede několik edičních projektů, mezi něž se řadí například Bosňácká literatura ve 100 knihách (Bošnjačka književnost u 100 knjiga, od roku 1996), periodikum Ročenka (Godišnjak, od roku 2001) a časopis Bosnian studies/Bosanske studije (od roku 2007).

## Předsedové spolku Preporod
- 1945–1946 dr. Zaim Šarac (1892–1965)
- 1946–1949 Derviš Tafro (1899–1981)
- 1990–1993 prof. dr. Muhsin Rizvić (1930–1994)
- 1993–1994 prof. dr. Enes Duraković (*1947)
- 1994–2001 prof. dr. Munib Maglajlić (1945–2015)
- 2001–2010 prof. dr. Šaćir Filandra (*1961)
- 2010–0000 prof. dr. Senadin Lavić (*1965)